# مقاطعة رايبلي (ميزوري)
مقاطعة رايبلي (بالإنجليزية: Ripley County)‏ هي إحدى المقاطعات في ولاية ميزوري في الولايات المتحدة الأمريكية. تحتوي على ارض المعارض التي تقع على خط سكك الحديد  